# Кызыл-Агаш (Костанайская область)
Кызылагаш (каз. Қызылағаш) — упразднённое село в Алтынсаринском районе Костанайской области Казахстана. Входило в состав Маяковского сельского округа. Исключено из учётных данных в 2017 г. Код КАТО — 393245200.

## География
Находилось примерно в 22 км к западу от села Убаганское.

## Население
В 1999 году население села составляло 83 человека (46 мужчин и 37 женщин). По данным переписи 2009 года, в селе проживало 70 человек (43 мужчины и 27 женщин).